# Phi-fenomeen

Bij het phi-fenomeen veroorzaakt een opeenvolging van beelden de illusie van een beweging.

Het phi-fenomeen is een psychisch fenomeen van een schijnbare beweging voor het eerst beschreven door Max Wertheimer in de Gestaltpsychologie in 1912.  Door een snelle opvolging van beelden lijkt het alsof iets beweegt. Dit komt bijvoorbeeld voor bij neonreclame en televisie.
Een ander voorbeeld van het phi-fenomeen is dat twee of meerdere lichten die ruimtelijk gescheiden zijn en na elkaar oplichten, de illusie van een bewegend balletje kunnen scheppen. Lichten de lichtjes echter te snel na elkaar op, zal het lijken alsof ze tegelijk oplichtten; lichten ze te traag na elkaar op, dan zien we geen verband tussen de twee en dus ook geen beweging. Algemeen wordt aangenomen dat er voor het verkrijgen van een bewegingsillusie een interval van 60 ms nodig is. Vanaf een interval van 200 ms tussen de prikkels, ziet het oog geen beweging meer en spreekt men niet meer van het phi-fenomeen, maar van bèta-beweging.
In 1912 kwam Wertheimer met het idee dat deze bewegingswaarneming veroorzaakt wordt door de persistentie van een beeld op het netvlies (Engels: persistence of vision). Met deze bewering  wordt de waarneming van beweging volledig teruggevoerd op de werking van het oog. Vandaag de dag weet men echter dat vooral de hersenen ervoor zorgen dat de losse beelden geïnterpreteerd worden als beweging.